# ميشيل لاروك
ميشيل لاروك (بالفرنسية: Michèle Laroque)‏ (و. 1960 – م) هي ممثلة، وكاتبة سيناريو، ومنتجة أفلام من فرنسا . ولدت في نيس.

## التعليم
تعلمت في جامعة نيس صوفيا انتيبوليس

## روابط خارجية
- ميشيل لاروك على موقع IMDb (الإنجليزية)
- ميشيل لاروك على موقع قاعدة بيانات الأفلام العربية
- ميشيل لاروك على موقع ألو سيني (الفرنسية)
- ميشيل لاروك على موقع ميوزك برينز (الإنجليزية)
- ميشيل لاروك على موقع أول موفي (الإنجليزية)
- ميشيل لاروك على موقع قاعدة بيانات الأفلام السويدية (السويدية)
- ميشيل لاروك على موقع ديسكوغز (الإنجليزية)
- ميشيل لاروك على موقع قاعدة بيانات الفيلم (الإنجليزية)
- ميشيل لاروك على موقع ليتربوكسد (الإنجليزية)
- ميشيل لاروك على موقع كينوبويسك (الروسية)